# Nagy Gergely (építész)
Nagy Gergely (1957–) építész, építészeti szakíró, az ICOMOS Magyar Nemzeti Bizottságának tiszteletbeli elnöke.

## Élete
1981-ben szerzett oklevelet a Műszaki Egyetemen. Több épület helyreállítása fűződik a nevéhez, ugyanakkor tervezett önállóan is épületeket. Az UNESCO Világörökség Bizottság állandó műemlékvédelmi és kulturális örökségvédelmi szakértő intézményének, az ICOMOS-nak a Magyar Nemzeti Bizottságát vezeti 2006-tól elnökként. (A szervezet a magyarországi műemlékek és történeti együttesek védelmével, hasznosításával foglalkozik.)
A Pannonterv ügyvezető igazgatója.
Jelentős szakíró, több könyve és cikkei jelentek meg építészettörténeti témakörökben.
Munkásságát 2009-ben Kós Károly-díjjal, 2016-ban Forster Gyula-díjjal, 2017-ben Podmaniczky-díjjal ismerték el.

## Építészeti munkái

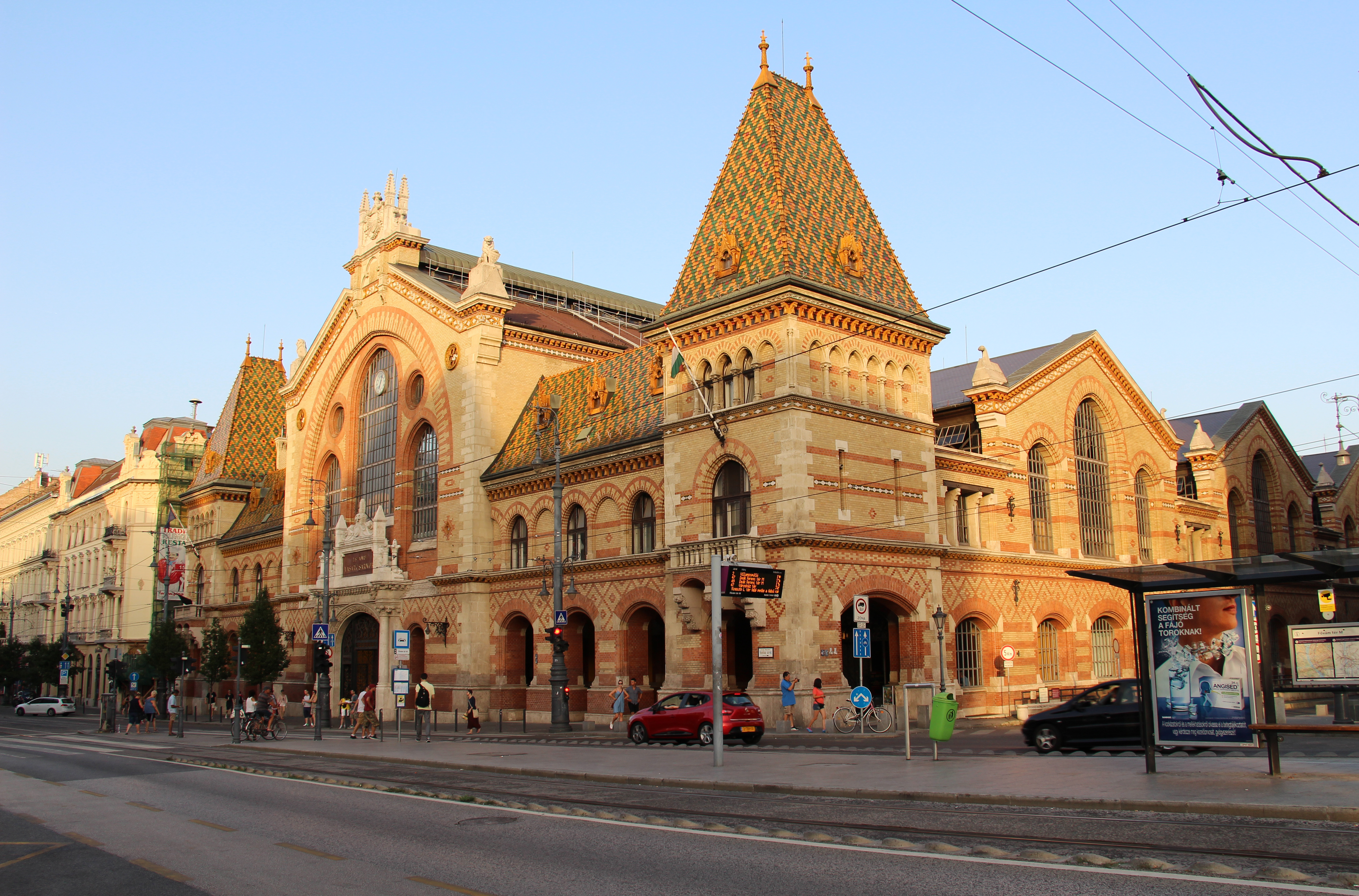
A helyreállított Központi Vásárcsarnok

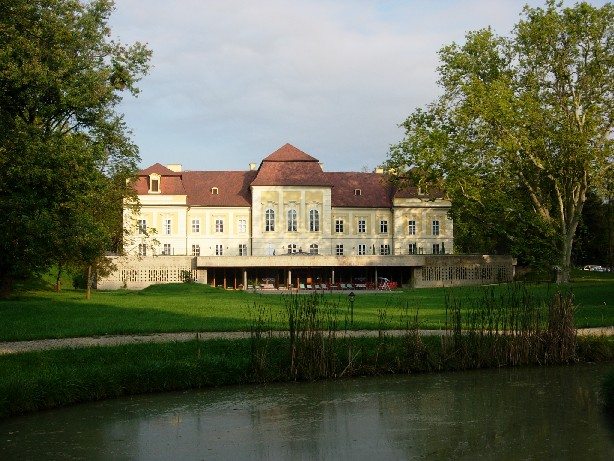
A helyreállított Hőgyészi-kastély

### Helyreállítások
- Központi Vásárcsarnok, Budapest, Fővám tér[2]
- Gróf Apponyi Kastélyszálló, Hőgyész[6]
- a Zugligeti Általános Iskola ún. Fácános épülete[2]

### Önálló épületek
- bejárati épület, Szabadtéri Néprajzi Múzeum (Skanzen), Szentendre[2][7]
- modern lakóház, Tata, Angolpark bejárata mellett[2]

## Írásai

### Könyvek
- A Wekerle telep. Építésztörténeti tanulmány, k. n., h. n., 1991, ISBN 2399991348924, 263 p[8]
- Kertvárosunk, a Wekerle, F. Szelényi Ház Művészeti és Kiadói Bt., Budapest, 1994, ISBN 963-8155-21-3, 133 p[9] (több kiadásban)
- Budapesti vásárcsarnokok a századfordulótól napjainkig, F. Szelényi Ház Művészeti és Kiadói Bt., Budapest, 1997, ISBN 963-81-5575-2, 104 p[10] (több kiadásban)
- Világörökségek Magyarországon, Kossuth Kiadó, 2003, ISBN 963-09-4502-9, 94 p (Magyar Örökség-sorozat)[11]
- Magyar építészek, Kossuth Kiadó, 2004, ISBN 963-09-4503-7, 94 p (Magyar Örökség-sorozat)[12]
- (Szelényi Károllyal közösen) Kertváros – építészet. Az angol példa Magyarországon, Wekerlei Társaskör Egyesület (WTE), Budapest, 2008, ISBN 9789639439573, 124 p[13]
- A Budapesti Központi Vásárcsarnok, Magyar Képek Kiadása, Veszprém / Budapest, é. n., ISBN 963-8210-53-2, 23 p[14]

### Szakcikkek
Könyvein kívül számos helyen jelentett meg építészettel kapcsolatos szakcikkeket.

## További irodalom
- https://epiteszforum.hu/tortenelemhamisitas-vakolokanallal
- https://epiteszforum.hu/orokseg-a-jovonek-jovo-az-oroksegnek